# Argyrolobium itremoense
Argyrolobium itremoense är en ärtväxtart som beskrevs av Du Puy och Jean-Noël Labat. Argyrolobium itremoense ingår i släktet Argyrolobium och familjen ärtväxter. Inga underarter finns listade i Catalogue of Life.